# Onofrio Petrara
Onofrio Petrara (Gravina in Puglia, 10 febbraio 1933 – Gravina in Puglia, 24 gennaio 2014) è stato un politico e ingegnere italiano.

## Biografia
Laureato in Ingegneria è stato anche docente universitario.
Sindaco della sua città per tre mandati consecutivi dal 1964 al 1977 per il Partito Comunista Italiano.
Il 26 giugno 1983 è eletto al Senato della Repubblica per il Partito Comunista Italiano, proclamato il 6 luglio 1983 ha fatto parte della 10ª Commissione permanente (Industria, Commercio e turismo) in cui ha ricoperto la carica di segretario dal 10 giugno 1986 al 1 luglio 1987.
Il 14 giugno 1987 è eletto per la seconda volta al Senato della Repubblica per il Partito Comunista Italiano poi divenuto Partito dei Democratici di Sinistra, proclamato il 26 giugno 1987 ha fatto parte della 13ª Commissione permanente (Territorio, ambiente e beni ambientali), della Commissione di controllo sugli interventi nel Mezzogiorno e della Commissione d'inchiesta sui terremoti Basilicata e Campania.
È stato anche scrittore e narratore della storia locale.
È scomparso all'età di 81 anni dopo una lunga malattia.